# Левски (град)
Левски (до 1897. године Караагач, на турском црни брест) град је у Републици Бугарској, у северном делу земље, седиште истоимене општине Левски у оквиру Плевенске области.

## Географија
Положај: Левски се налази у северном делу Бугарске. Од престонице Софије град је удаљен 140 km североисточно, а од обласног средишта, Плевена град је удаљен 55 km западно.
Рељеф: Област Левског се налази у области бугарског Подунавља. Град се сместио у равничарском подручју, у долини реке Шаварне, на приближно 60 m надморске висине.
Клима: Клима у Левском конитнентална.
Воде: Близу Левског протиче река Шаварна средњим делом свог тока.

## Историја
Област Левског је првобитно било насељено Трачанима, а после њих овом облашћу владају стари Рим и Византија. Јужни Словени ово подручеје насељавају у 7. веку. Од 9. века до 1373. године област је била у саставу средњовековне Бугарске.
Крајем 14. века област Левског је пала под власт Османлија, који владају облашћу 5 векова.
Године 1878. град је постао део савремене бугарске државе. Насеље постоје убрзо средиште окупљања за села у околини, са више јавних установа и трговиштем.

## Становништво
По проценама из 2007. године. Левски је имао око 11.400 ст. Огромна већина градског становништва су етнички Бугари. Остатак су махом Роми. Последњих деценија град губи становништво због удаљености од главних токова развоја у земљи.
Претежан вероисповест месног становништва је православна, али је овај део државе познат и по значајном присуству римокатолика.